# Liste der portugiesischen Botschafter in Pakistan
Die Liste der portugiesischen Botschafter in Pakistan listet die Botschafter der Republik Portugal in Pakistan auf. 
1949 eröffnete Portugal eine ständige Vertretung in der damaligen pakistanischen Hauptstadt Karatschi, anfangs eine Legation (Legação de 2ª Classe) ohne Botschaftsrang. 1952 akkreditierte sich erstmals ein portugiesischer Vertreter in Pakistan. 1958 wurde die Legation in Karatschi zur Botschaft erhoben. Seit 1967 residiert die Botschaft Portugals in der neuen pakistanischen Hauptstadt Islamabad.
Neben der Botschaft in Islamabad und ihrer konsularischen Abteilung unterhält Portugal in Pakistan Honorarkonsulate in Karatschi und Lahore.

## Missionschefs
| Name                                        | Bild     | Amtszeit                             | Anmerkungen                                                   |
| Pakistan                                    | Pakistan | Pakistan                             | Pakistan                                                      |
| ------------------------------------------- | -------- | ------------------------------------ | ------------------------------------------------------------- |
| António José Alves Júnior                   |          | 17. Mai 1952 –9. Oktober 1954        | Ministro Plenipotenciário, am 27. Juni 1952 akkreditiert      |
| Carlos Augusto Fernandes                    |          | 9. Oktober 1954 –9. September 1955   | Geschäftsträger                                               |
| Alvaro Brilhante Laborinho                  |          | 9. September 1955 –26. Januar 1959   | Ministro Plenipotenciário, am 22. September 1955 akkreditiert |
| João de Deus Battaglia Ramos                |          | 10. Februar 1959 –31. Mai 1961       | Botschafter, am 2. März 2019 akkreditiert                     |
| Luís Gaspar da Silva                        |          | 31. Mai 1961 –13. November 1961      | Übergangs-Geschäftsträger                                     |
| Augusto Rato Potier                         |          | 13. November 1961 –27. November 1963 | Botschafter, am 17. November 1961 akkreditiert                |
| Vasco Luís Caldeira Coelho Futscher Pereira |          | 27. November 1963 –4. August 1964    | Übergangs-Geschäftsträger                                     |
| Humberto Alves Morgado                      |          | 5. August 1964 –4. August 1966       | Botschafter, am 21. August 1964 akkreditiert                  |
| Vitor Hugo Fortes Rocha                     |          | 4. August 1966 –3. August 1967       | Übergangs-Geschäftsträger                                     |
| Albertino dos Santos Matias                 |          | 3. August 1967 –26. Oktober 1973     | Botschafter, am 19. August 1967 akkreditiert                  |
| Filipe Augusto Ruivo Guterres               |          | 26. Oktober 1973 –6. März 1975       | Übergangs-Geschäftsträger                                     |
| António Alexandre Rocha Fontes              |          | 6. März 1975 –25. Juli 1976          | Botschafter, am 5. Juni 1975 akkreditiert                     |
| Frederico José de Sousa Teixeira de Sampayo |          | 27. August 1976 –4. Mai 1982         | Botschafter, am 9. August 1976 akkreditiert                   |
| Rui Gonçalo Chaves de Brito e Cunha         |          | 25. Juni 1982 –16. Dezember 1985     | Botschafter, am 8. Juli 1982 akkreditiert                     |
| Manuel Gervásio Martins de Almeida Leite    |          | 4. Juli 1986 –31. August 1991        | Botschafter, am 9. Juli 1986 akkreditiert                     |
| João de Deus Pereira Bramão Ramos           |          | 12. Januar 1992 –25. März 1993       | Botschafter, am 26. Januar 1992 akkreditiert                  |
| Gabriel Maria da Costa Mesquita de Brito    |          | ab 6. Mai 1993                       | Botschafter                                                   |
| Fernando Manuel de Castro Brandão           |          | 3. September 1995 –10. April 1999    | Botschafter, am 15. Oktober 1995 akkreditiert                 |
| Alexandre Maria Lindim Vassalo              |          | 15. April 1999 –31. März 2005        | Botschafter, am 9. Juni 1999 akkreditiert                     |
| António José da Câmara Ramalho Ortigão      |          | 4. April 2005 –4. November 2008      | Botschafter                                                   |
| José Manuel dos Santos Braga                |          | 17. November 2008 –25. Februar 2010  | Botschafter                                                   |
| Mário Fernando Damas Nunes                  |          | 2012                                 | Botschafter mit Amtssitz Teheran                              |
| João Paulo Marques Sabido Costa             |          | seit 12. Juli 2015                   | Geschäftsträger, am 21. September 2015 akkreditiert           |